# George Isaak
George Richard Isaak (Polônia, 7 de março de 1933 — 5 de junho de 2005) foi um físico polaco-australiano.
Contribuiu para o desenvolvimento da heliosismologia e asterosismologia.

## Prêmios
- Prêmio Max Born - Instituto de Física e Deutsche Physikalische Gesellschaft, 1985[1]
- Medalha Hughes - Royal Society, 1993
- Medalha Herschel - Royal Astronomical Society, 1996